# مارتن كلونيس
مارتن كلونيس (بالإنجليزية: Martin Clunes)‏ مواليد 28 نوفمبر 1961 في لندن، إنجلترا، هو ممثل ومخرج إنجليزي بدأ مسيرته الفنية عام 1982. كما أنه من الفائزين بجائزة بافتا.

## الأعمال
- شكسبير عاشقا

## الترشيحات والجوائز
| السنة | الحدث                       | الفئة            | النتيجة |
| ----- | --------------------------- | ---------------- | ------- |
| 1997  | جوائز الأكاديمية البريطانية | أفضل ممثل كوميدي | رُشِّح     |
| 1996  | جوائز الأكاديمية البريطانية | أفضل ممثل كوميدي | فوز     |
| 2004  | جوائز الكوميديا البريطانية  | أفضل ممثل كوميدي | رُشِّح     |
| 2003  | جوائز الكوميديا البريطانية  | أفضل ممثل كوميدي | رُشِّح     |
| 1995  | جوائز الكوميديا البريطانية  | أفضل ممثل كوميدي | فوز     |

## وصلات خارجية
- مارتن كلونيس على موقع IMDb (الإنجليزية)
- مارتن كلونيس على موقع ألو سيني (الفرنسية)
- مارتن كلونيس على موقع ميوزك برينز (الإنجليزية)
- مارتن كلونيس على موقع أول موفي (الإنجليزية)
- مارتن كلونيس على موقع قاعدة بيانات الأفلام السويدية (السويدية)
- مارتن كلونيس على موقع إن إن دي بي (الإنجليزية)
- مارتن كلونيس على موقع ديسكوغز (الإنجليزية)
- مارتن كلونيس على موقع قاعدة بيانات الفيلم (الإنجليزية)
- مارتن كلونيس على موقع كينوبويسك (الروسية)